# Ruslana Lyschytschko

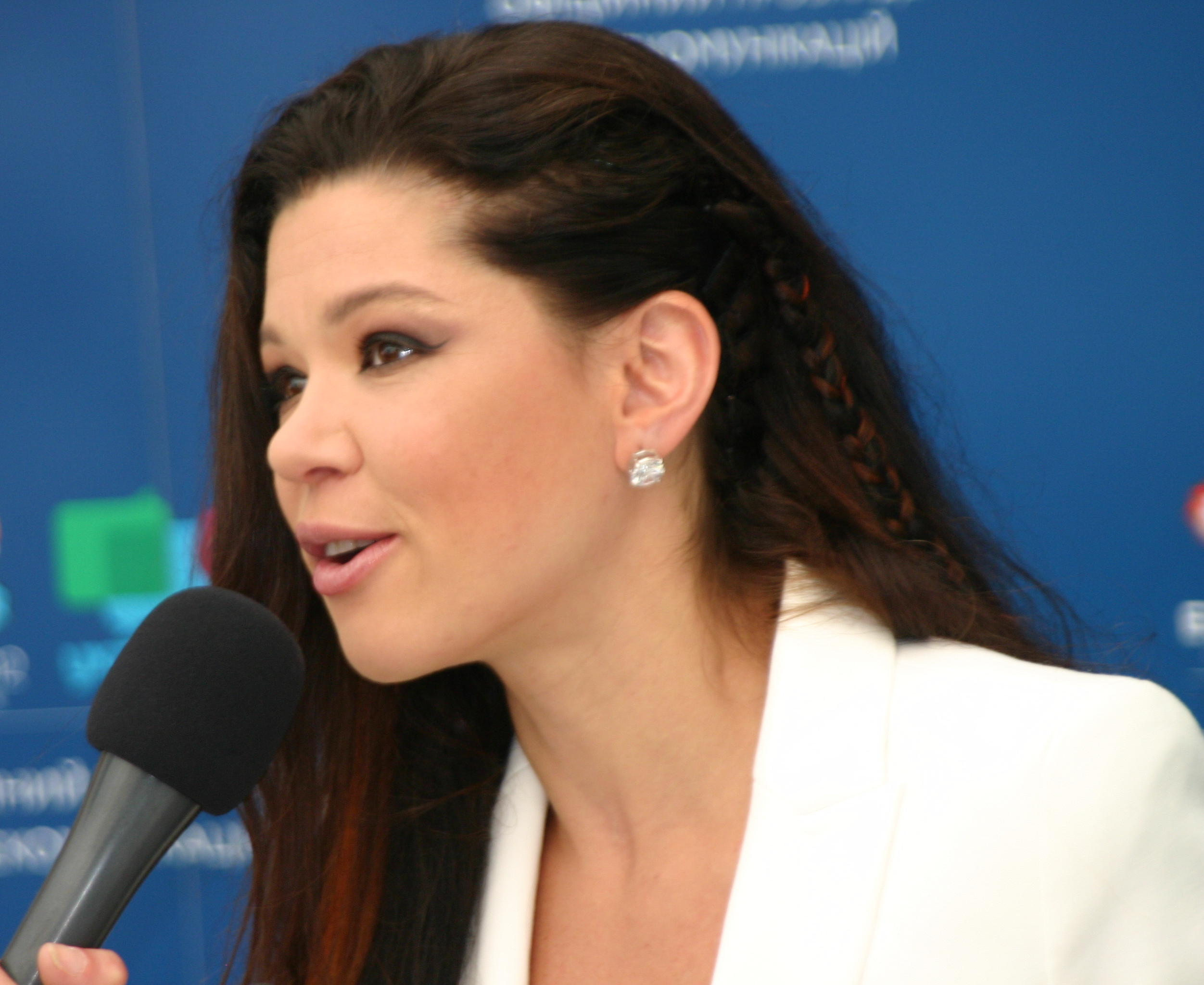
Ruslana Lyshytschko (2012)

Ruslana Stepaniwna Lyschytschko (ukrainisch Русла́на Степа́нівна Лижи́чко), nach der englischen Transkription meist als Ruslana Lyzhychko oder Ruslana Lyzhichko geschrieben (* 24. Mai 1973 in Lwiw, Ukrainische SSR), ist eine ukrainische Sängerin, Tänzerin, Produzentin, Komponistin und Aktivistin. Sie wurde durch den Gewinn des Eurovision Song Contest 2004 in Istanbul europaweit bekannt und holte damit dessen 50. Jubiläums-Ausgabe 2005 in die ukrainische Hauptstadt Kiew. Als Künstlerin huzulischer Abstammung bedient sie sich entsprechender Kulturelemente.

## Biografie
Ruslana Lyshytschko wurde am 24. Mai 1973 in Lwiw (Lemberg) in der damaligen Sowjetunion geboren. Ihre Eltern sind Nina und Stepan Lyshytschko. Ihre Mutter förderte ihr Talent bereits im Alter von vier Jahren. Als Kind sang Ruslana in der Gruppe Orion, später im Kinderensemble Posmischka (= Lächeln). Sie studierte Orchesterleitung, Klavier und Schlagzeug am Lemberger Konservatorium. Ruslana ist ein Multitalent. Sie schreibt, komponiert und produziert ihre Lieder selbst, ebenso ihre Musikvideos.
Seit dem 27. Dezember 1995 ist Ruslana mit dem Produzenten Olexandr Ksenofontov verheiratet. Zusammen betreiben sie seit 1993 das Studio Luxen, in dem Filmtrailer für Musicals und Radio-Werbespots hergestellt werden.

## Künstlerischer Werdegang

### Musikalische Anfänge
Ruslanas musikalische Karriere begann 1996 mit dem Sieg beim Slawiansky Basar, einem internationalen Gesangswettbewerb im belarussischen Wizebsk. In den Folgejahren hatte sie in der Ukraine beträchtliche Erfolge mit ihrem ersten Album Augenblicke des Frühlings (Myt’ vesny, Мить весни, Ukr) und dem Song Morgenröte (Svitanok, Світанок, Ukr). Zu diesem produzierte sie ein aufwendiges Video, die erste Big-Budget-Videoclip-Produktion der Ukraine. Im Jahr 1999 wirkte sie bei der Verfilmung des Weihnachts-Musicals Das letzte Weihnachten der 1990er Jahre (Ostanne rizdvo 90-x) mit, das mit der ukrainischen Auszeichnung Film des Jahres bedacht wurde. Das ukrainische Fernsehen kürte sie zur Persönlichkeit des Jahres 2000.

### 2003–2005: Wild Dances Project
Das sehr erfolgreiche Album Wild Dances (ukrainisch дикі танці/Dyki Tanzi), das 2003 erschien, erhielt als erstes Album überhaupt in der Ukraine Platin für 100.000 verkaufte Exemplare; in einem Land mit ausgeprägtem Musikalienschwarzmarkt eine beachtliche Leistung. Später erhöhte sich die Zahl der verkauften Exemplare gar auf 500.000, das heißt, das Album wurde mit fünfmal Platin ausgezeichnet.

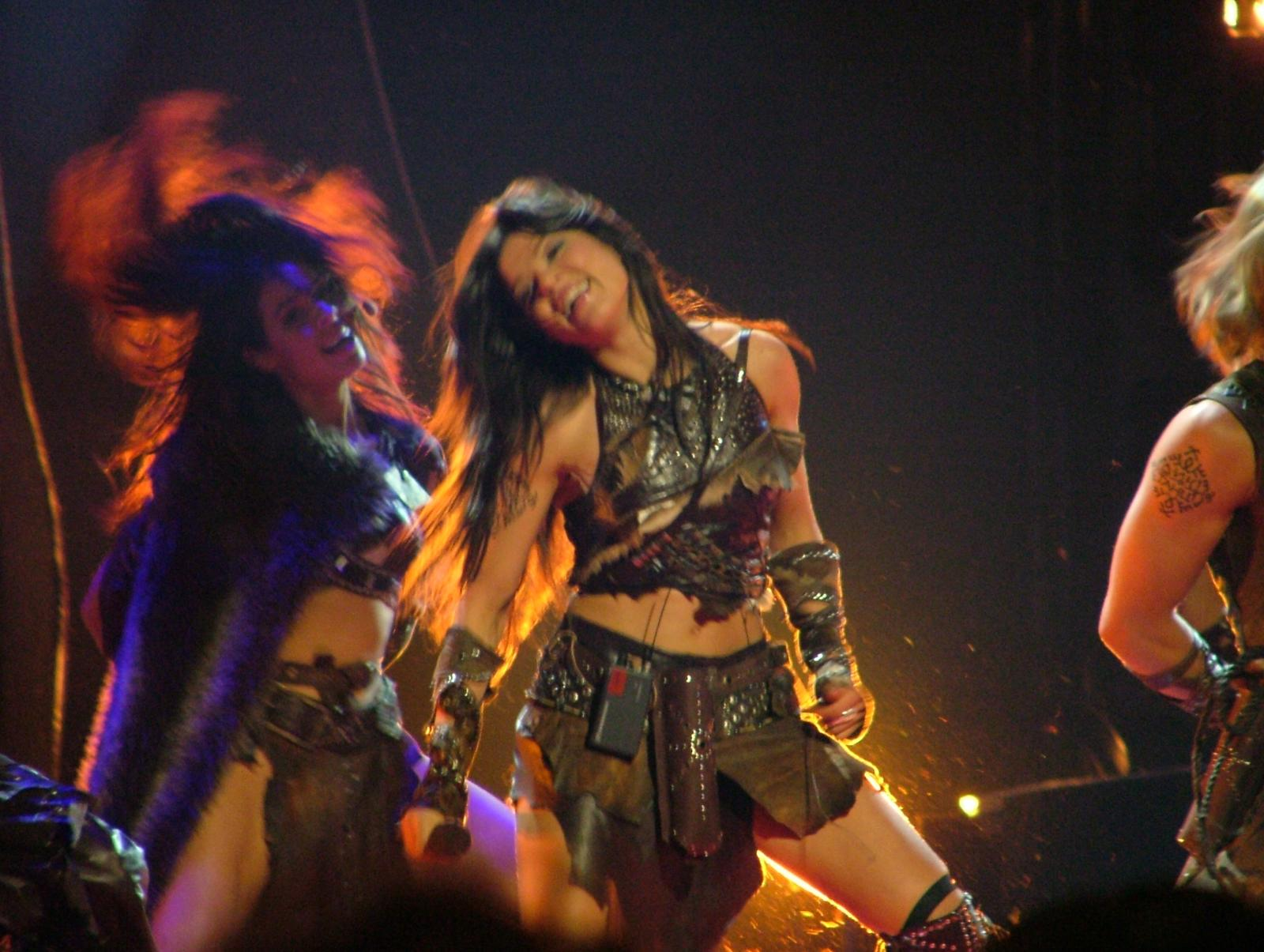
Ruslana bei der Probe von Wild Dances für das Halbfinale des ESC 2004

Ruslana gewann den Eurovision Song Contest 2004 in Istanbul mit dem von ihr selbst geschriebenen Titel Wild Dances mit 280 Punkten. Sie erhielt Punkte aus 35 der 36 Teilnehmerländer. Er wurde nicht durch einen öffentlichen Vorentscheid, sondern durch eine interne Jury des ukrainischen Fernsehsenders NTU für die Teilnahme am Eurovision Song Contest ausgewählt. Der Song verwendet Holztrompeten (Trembitas) und Motive aus der Folklore der Huzulen-Volksgruppe aus den Karpaten. Auf ihren Expeditionen für ihr Wild-Dances-Projekt in die Karpaten sammelte Ruslana Rhythmen, Tänze und Kostüme der Bergvölker und integrierte sie in ihre Show. Das Resultat war eine ungewöhnliche Synthese aus ethnischen Klängen und modernen Rock-, Pop- und Dance-Elementen. Die Single Wild Dances erreichte Goldstatus in Belgien, Griechenland, Russland, Schweden, der Slowakei, der Tschechischen Republik und der Ukraine.
Nach ihrem Eurovision-Sieg drehte der NDR mit ihr die Dokumentation Zwischen Krim und Karpaten – Mit Ruslana durch die Ukraine, die im Rahmen der Reihe Expeditionen ins Tierreich ausgestrahlt wurde.
Im Vorfeld des Eurovision Song Contest 2005 in Kiew war Ruslana mit einem Open-Air-Wohltätigkeitskonzert zur Eröffnung der Veranstaltung vertreten. Der Erlös ging an ein Kinderkrankenhaus in Dnipropetrowsk. Im Rahmenprogramm des Finales sang sie Heart on Fire und The Same Star.
Wild Dances war in dem Computerspiel Grand Theft Auto IV bis 2018 zu hören, in dem Ruslana auch als Moderatorin des Radiosenders Vladivostok FM agiert.

### 2006–2008: Wild Energy Project

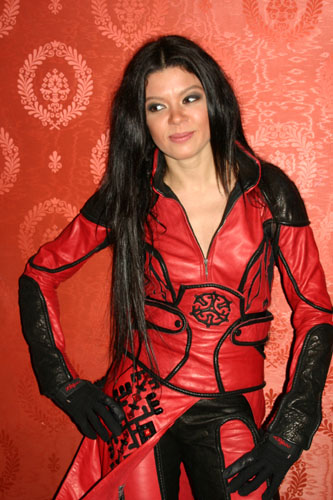
Ruslana in Hamburg beim deutschen Vorentscheid zum Eurovision Song Contest 2008

Ruslanas Folgeprojekt Wild Energy war ein Gesamtkunstwerk, das Musik, Videos und Literatur miteinander verband. Im Frühsommer 2006 erschienen die ersten beiden Elemente des Projektes: das Science-Fiction-Buch Wild Energy. Lana des ukrainischen Autorenpaars Maryna und Serhiy Diatschenko und die Single Dyka Enerhiya (Wild Energy).
Im Juni 2006 tourte Ruslana durch Deutschland. Im Rahmen der FIFA-Fanfeste trat sie in Hamburg, Köln, Berlin, Leipzig und Nürnberg auf. Eine weitere Deutschland-Tour durch 14 Städte folgte im April/Mai 2007 im Rahmen des Peter-Maffay-Projektes Begegnungen – Eine Allianz für Kinder (siehe Wohltätigkeitsprojekte), bei der sie Wild Energy und Svitanok, letzteres im Duett mit Peter Maffay, sang.
Am 10. März 2007 intonierte sie beim Weltmeisterschaftskampf Wladimir Klitschko gegen Ray Austin in Mannheim die ukrainische Nationalhymne Schtsche ne wmerla Ukrajina..
Im März 2008 wurde das ukrainischsprachige Album Amazonka in der Ukraine und der Tschechischen Republik veröffentlicht. Das englischsprachige Album Wild Energy erschien im Oktober 2008 in Deutschland, zahlreichen anderen europäischen Ländern sowie in Kanada bei Warner Music. Bei dem im Hit Factory Studio in Miami aufgenommenen Album sind amerikanische Einflüsse, vor allem R’n’B, unverkennbar. So finden sich je eine Gemeinschaftsproduktion mit den US-amerikanischen Superstars T-Pain und Missy Elliott auf dem Werk.

### 2011–2013: EY-fori-YA / My Boo
Das im April 2012 in der Ukraine erschienene ukrainischsprachige Album ЕЙ-форі-Я (EY-fori-YA), an dem Ruslana vier Jahre lang gearbeitet hatte, wurde in der Ukraine, Schweden und den USA produziert.
Bereits im Mai 2011 gab es die erste Single-Auskopplung: WOW – I’m so Amazing!. Der Song und das Video sind als Parodie auf Menschen zu verstehen, die sich selbst für besonders cool halten. Ruslana tritt dabei in dem Video in zwei verschiedenen Outfits gegen sich selbst an.
Im Oktober 2011 erschien die zweite Single Sha-la-la. In dem Video stellt Ruslana eine Zigeunerin dar, die Lebenslust versprüht und andere Menschen zum Tanzen animiert. Zur Eröffnung des neuen Fußballstadions von Lwiw am 29. Oktober 2011 brachte Ruslana den Song Давай Грай (Davaj Graj, Los, spiel) heraus.

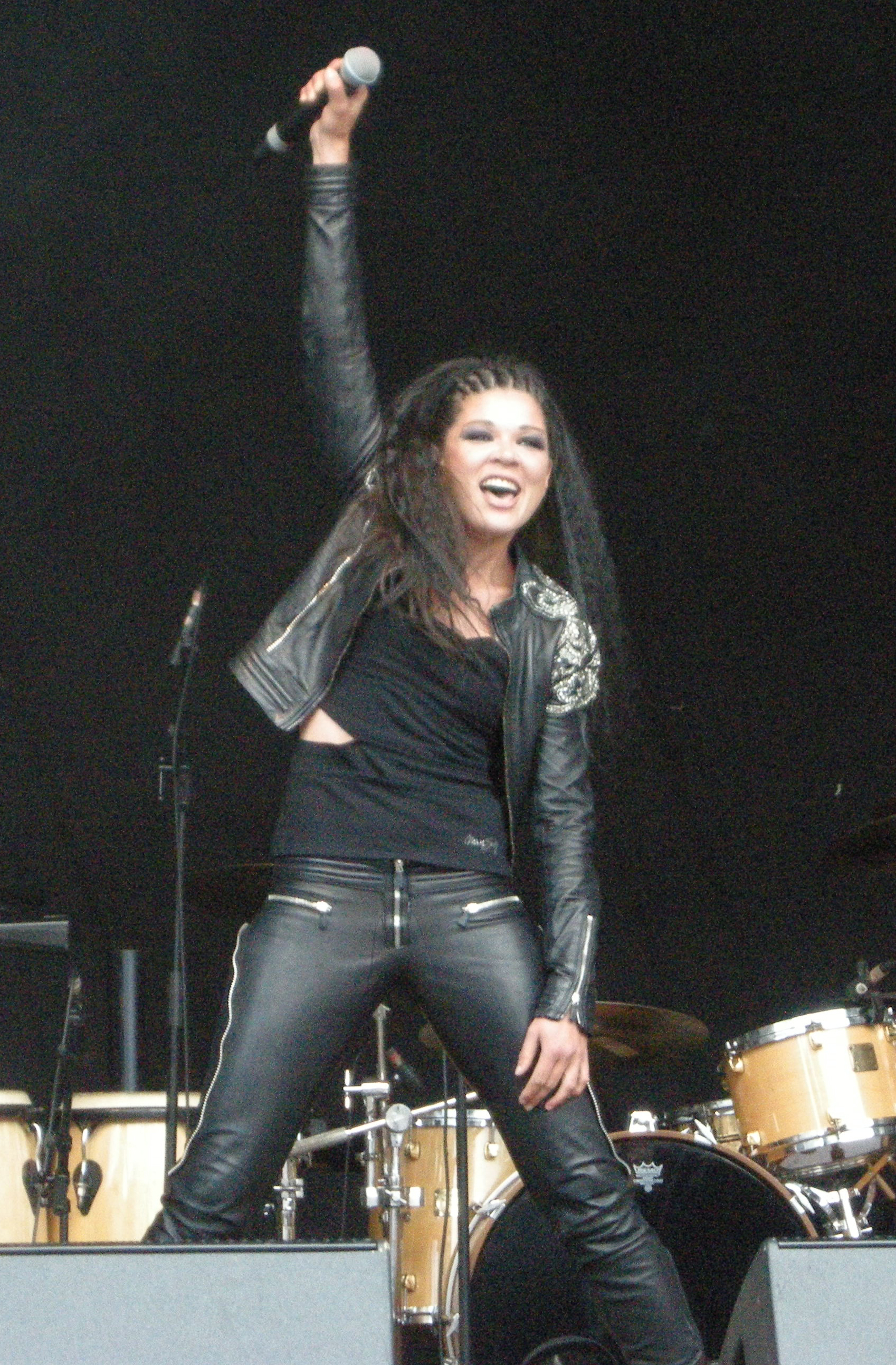
Ruslana live in Antwerpen, Belgien, 2013

Musikalisch basiert das Album mit den drei vorab ausgekoppelten Songs trotz seines überwiegenden Rock-Pop Charakters auf slawischen Rhythmen. Ruslana verarbeitete alte Folktänze und Liturgien sowie Elemente klassischer Stücke russischer Komponisten wie Glinka, Tschaikowsky, Mussorgsky und Rachmaninow.
Das Album ist konzipiert für Flashmob-artige Massen-Synchrontänze. Bei ihrer Ogoshow genannten Tournee durch 11 ukrainische Städte im April/Mai 2012 wurde das Publikum in die Show integriert; Ruslana tritt dabei als Animateurin auf. Weitere Konzerte folgten im Rahmen von Fan-Festen zur Fußball-Europameisterschaft UEFA EURO 2012.
In dem Videoclip zu der im August 2012 veröffentlichten Singleauskopplung Мій Брат! (Miy Brat!, Mein Bruder!) führte Ruslana selbst Regie. In einem bunten Outfit und an den Kopfseiten abrasierten Haaren arrangiert sie eine Verbrüderung von Mädchen und Jungen. Vor Ruslanas Privathaus tanzen professionelle Tänzer ihrer Bühnenshow und Fans.
Im Videoclip der fünften Single des Albums, Це – Ей-форі-Я (Tse – Ey-fori-Ya, Das ist Begeisterung), kritisiert Ruslana das derzeitige Rechtssystem der Ukraine. Bei der Pressekonferenz zum Start des Videos und ihrer Kampagne Не мовчи (Schweig nicht) im Dezember 2012 wurde sie von zwei vermummten Wachmännern in Handschellen hereingeführt. Unter der Regie von Videoproduzent Semen Gorov wurde das Video in der Kiewer Festung gedreht, einem ehemaligen Gefängnis. Der Clip beginnt mit einem jungen Mann, der hinter Gittern Bandura spielt, einem klassischen ukrainischen Instrument. Die Heldin Ruslana wird in zerrissener Kleidung hereingeführt und von Wachleuten brutal zusammengeschlagen. Schließlich gelingt es ihr, sich und die anderen Gefangenen zu befreien, nur um die Außenwelt in Trümmern vorzufinden. Das Video skizziert die Ukraine als Gefängnis in der Hand eines korrupten Rechtssystems.
An Silvester 2012 erschien ein weiteres Video zu einem Titel des Albums: Rachmaninov. In dem von dem Videoproduzenten Semen Gorov in der Kiewer Oper gedrehten Clip tritt Ruslana als das Enfant terrible einer klassischen Ballettstunde auf.
Im Juli 2013 erschien das Album ЕЙ-форі-Я (EY-fori-YA, Euphorie) unter dem neuen Titel Мій Брат! (разом) (Miy Brat! (razom!), Mein Bruder! (zusammen!)) als Neuauflage in ukrainischer Sprache und unter dem Titel My Boo! (together!) als Erstveröffentlichung in englischer Sprache. Die Umbenennung des Albums und des entsprechenden Songs waren durch die zufällige Namensgleichheit mit dem Eurovision-Siegertitel Euphoria nötig geworden. Die schwedische Sängerin Loreen hatte im Mai 2012 mit diesem Titel den Eurovision Song Contest gewonnen, einen Monat nach Veröffentlichung von Ruslanas Euphoria.
Im August 2013 brachte Ruslana die Single This Is Euphoria weltweit digital heraus. Das Lied wurde von Ruslana und dem schwedischen Musiker Stefan Örn geschrieben und produziert, der den Eurovision Song Contest 2011 als Komponist gewonnen hatte.

### 2017: It’s Magical / Ya lyublyu
Nach einer langen kreativen Pause, die durch die dramatischen Ereignisse in der Ukraine bedingt waren, stellte Ruslana am 13. Mai 2017 beim Eurovision-Finale in Kiew ihre neue Single It’s Magical vor. Der Musikstil ist eine ungewöhnliche Mischung aus Ballade, exotischen Melodien und harten Beats. Die ursprüngliche, ethnische Gesangsform, auf der das Stück basiert, hat Ruslana sich in den ukrainischen Karpaten auf zum Teil extremen Expeditionen angeeignet. Der Song ist in einer englischen (It’s Magical) und ukrainischen Version (Я люблю / Ya lublyu / Ich liebe) erschienen.
Die Videoclipproduktion fand im Basaltsäulen-Steinbruch in der ukrainischen Rivne-Region statt. Regisseur Oles Sanin kreierte für die Aufnahmen einen Gewittersturm. Ruslana tritt in dem Clip in einem Kettenhemd auf. Die echte 10 kg schwere Rüstung spiegelt Ruslanas inneren Zustand wider. Nach den Ereignissen in ihrem Land und den extremen Expeditionen in die Berge fühlt sich die Sängerin wie eine Art Kriegerin, die das allerwertvollste beschützt: Die Liebe. Mit dem Song und Video will Ruslana auf die großflächige Abholzung in den Karpaten aufmerksam machen und setzt sich für einen Erhalt der Natur der Karpaten, ihrer Tierwelt und der Kultur der lokalen Völker ein.

## Politische Tätigkeit

### 2004: Orange Revolution
Ruslana war eine der Symbolfiguren der orangen Revolution im Jahr 2004. Sie hat sich nach den Wahlfälschungen bei der Präsidentschaftswahl als eine der ersten in die Demokratiebewegung zugunsten Wiktor Juschtschenkos eingereiht und kündigte aus Protest gegen den allem Anschein nach gefälschten zweiten Wahlgang einen Hungerstreik an. Eine spezifisch ukrainische Popmusik spielte bei diesem Umbruch eine große Rolle, ein Historiker sprach begeistert von einem „ukrainischen Woodstock“. Bei der Parlamentswahl Anfang 2006 wurde sie für die Partei Nascha Ukrajina - Narodna samooborona, der auch der damalige ukrainische Präsident Wiktor Juschtschenko angehört, zur Abgeordneten des ukrainischen Parlaments gewählt. Im Juni 2007 legte sie ihr Amt als Abgeordnete nieder. Sie soll von der ungelösten Dauerkrise des Parlaments enttäuscht gewesen sein. Während des Wahlkampfes zu den Präsidentschaftswahlen Anfang 2010 unterstützte Ruslana aktiv die Präsidentschaftskandidatin Julija Tymoschenko.

### 2012: Kampagne gegen Justizwillkür
Im Dezember 2012 startete Ruslana ihre neue Menschenrechtskampagne Не мовчи (Schweig nicht), die sich gegen Ungerechtigkeit und Justizwillkür in der Ukraine richtet. Insbesondere unterstützt die Sängerin den Fall von Dmytro und Sergiy Pawlitschenko, die wegen Mordes an einem Richter zu langen Gefängnisstrafen verurteilt wurden. Der Prozess fand unter undurchsichtigen Umständen statt. Das Urteil wurde in der ukrainischen Öffentlichkeit, insbesondere unter Fußballfans, stark angezweifelt. Mit ihrem Song Це – Ей-форі-Я (This is Euphoria) und dem entsprechenden Video ergreift Ruslana Partei für Vater und Sohn Pawlitschenko, die ihrer Meinung nach Opfer von Justizwillkür geworden sind, und übt so massive Kritik an dem ukrainischen Rechtssystem.

### 2013/2014: Euromaidan

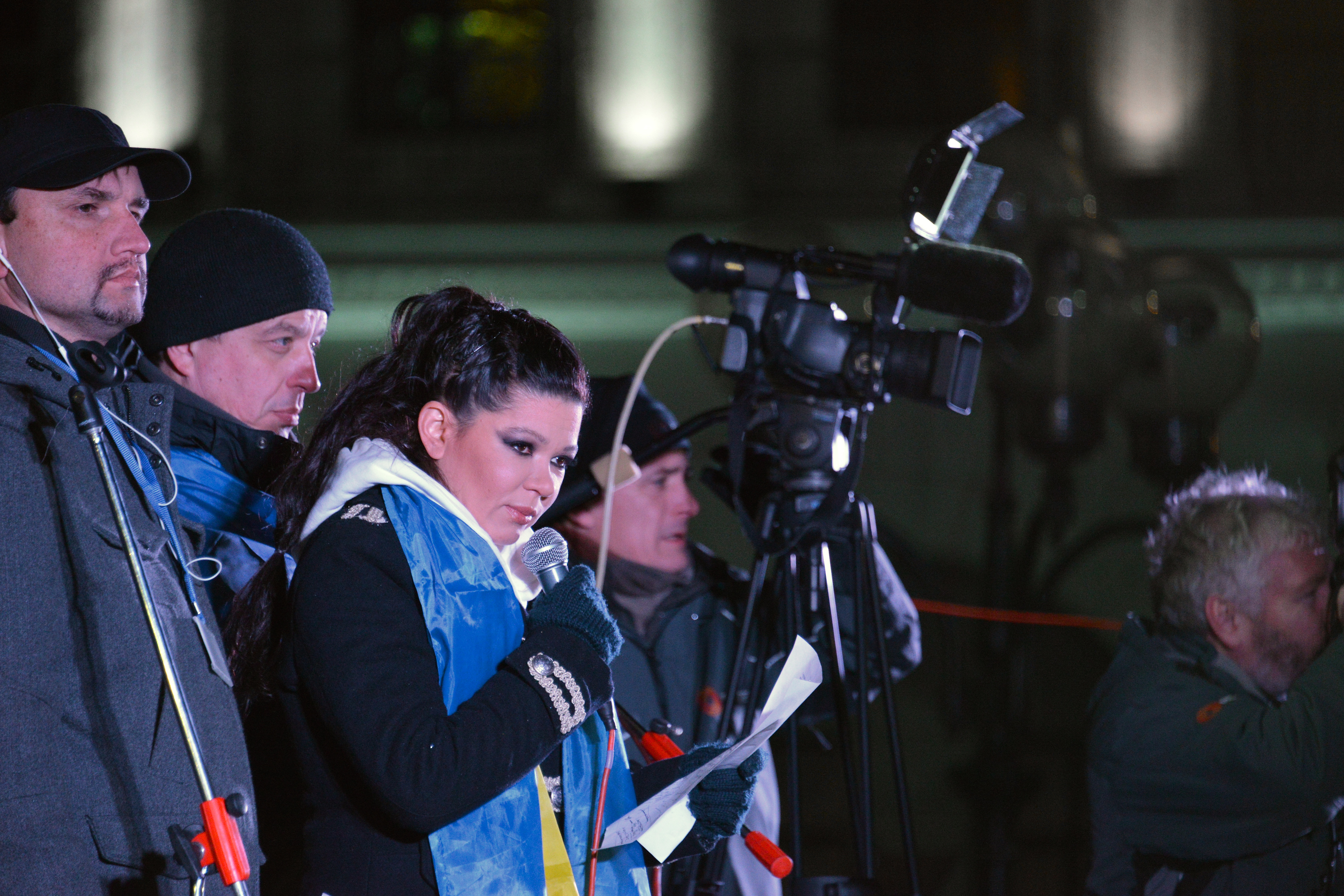
Ruslana verliest eine offizielle Resolution auf dem Maidan, 29. November 2013

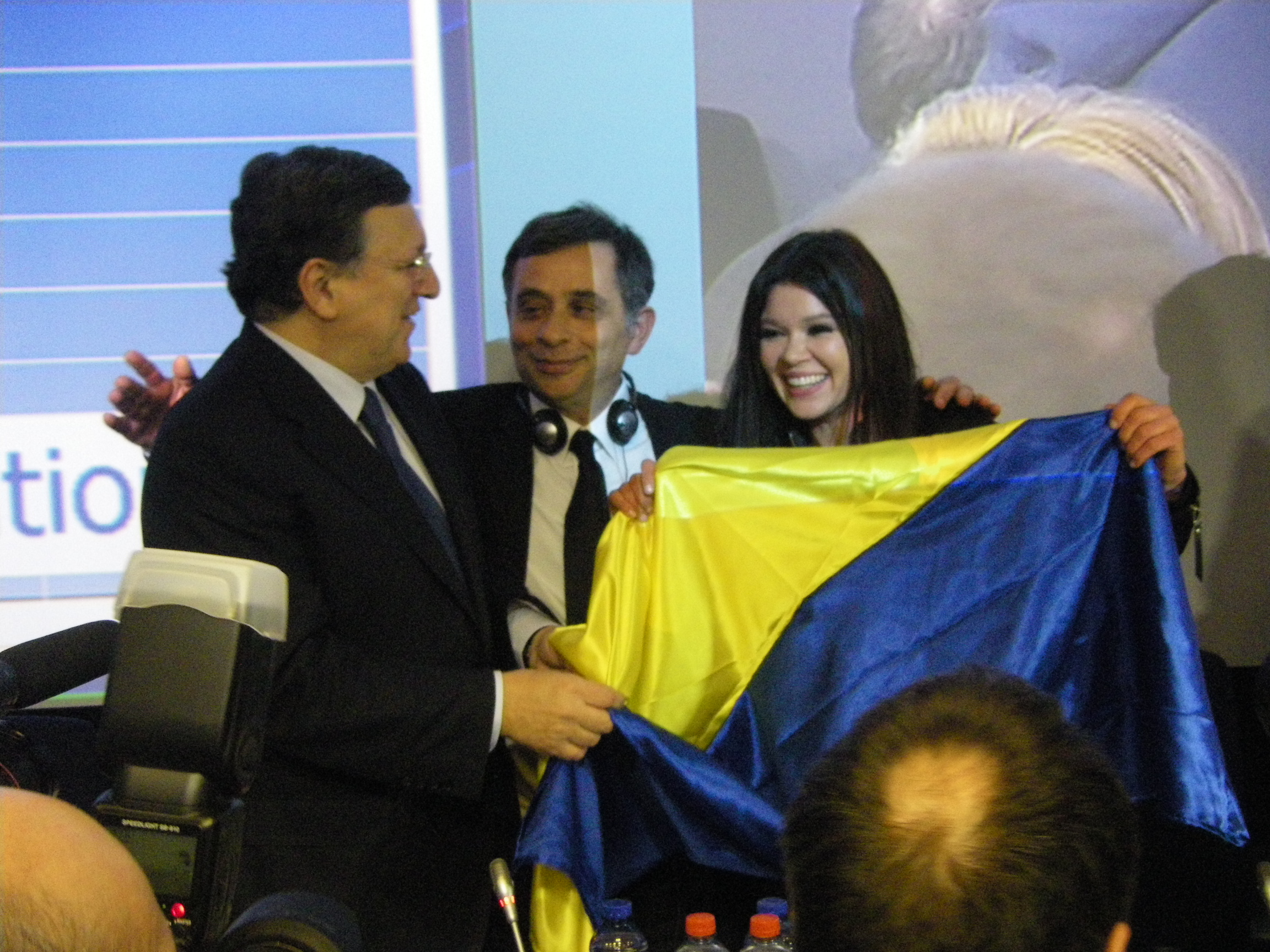
Ruslana mit José Manuel Barroso und Henri Malosse bei der Plenarsitzung des EWSA in Brüssel

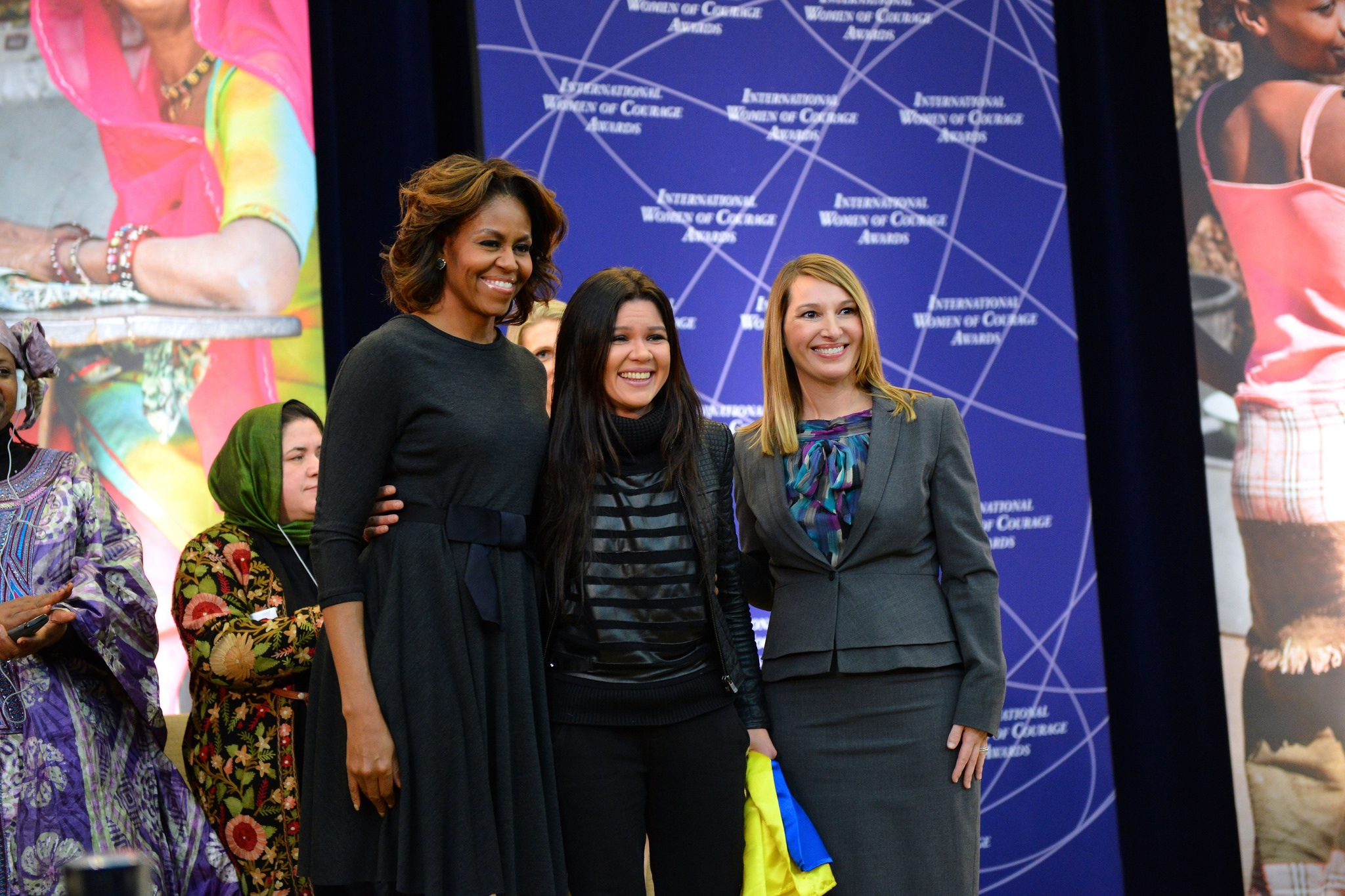
First Lady Michelle Obama und US-Vize-Außenministerin Heather Higginbottom mit Preisträgerin Ruslana Lyschytschko bei der Verleihung des Woman of Courage Award in Washington D.C.

Ruslana war eine Leitfigur der als Euromaidan bekannt gewordenen Massenproteste in der Ukraine. Zu den Großkundgebungen hauptsächlich in Kiew, aber auch zahlreichen anderen Städten der Ukraine war es gekommen, nachdem die Regierung am 22. November 2013 bekannt gab, die seit Jahren geplante Unterzeichnung eines Assoziationsabkommens zwischen der Ukraine und der EU kurzfristig abzusagen. Bei der nach dem Hauptversammlungsplatz in Kiew benannten Euromaidan-Bewegung gingen Zehntausende auf die Straße. Ruslana unterstützte die Mobilmachung auf dem Unabhängigkeitsplatz (Maidan Nezalezhnosti) vom ersten Tag an. Sie bezeichnete sich selbst als freiwillige Aktivistin und sah ihre Hauptaufgabe darin, die Menge emotional zu stärken. Sie vertrat dabei die unpolitische Seite der Maidan-Bewegung, der es einzig um die Etablierung europäischer Werte wie Demokratie und Rechtsstaatlichkeit ging.
Ruslana verbrachte im Winter 2013/2014 insgesamt mindestens 100 Tage und Nächte auf dem Maidan zum Teil bis zu 10 Stunden am Stück. Sie sang, tanzte, hielt Ansprachen und intonierte zu jeder vollen Stunde die ukrainische Nationalhymne. Als in der Nacht vom 30. November 2013 die Spezialeinheit Berkut der Polizei den Platz räumen wollte und auf die friedlich schlafenden Studenten einprügelte, flüchtete Ruslana sich mit rund 100 zum Teil verletzten Menschen in ein nahe gelegenes Kloster. In einer anderen Nacht im Dezember, in der Einsatzkräfte vorrückten, wirkte sie von der Bühne deeskalierend auf die Polizisten. Die Berkut-Einheit zog sich schließlich zurück.
Ihr Einsatz wurde in einer Vielzahl internationaler Medien thematisiert. Im Daily Beast wurde sie als „wahre Heldin der ukrainischen Revolution“ bezeichnet, der Spiegel titelte „Kiews Königin der Nacht“ und die spanische Zeitung El Mundo verglich sie mit Johanna von Orleans. Eine amerikanische Zeitung sah in ihr gar eine Verkörperung von Katniss Everdeen, der Heldin aus der Tribute von Panem Trilogie. Das russische Forbes Magazine wählte Ruslana in die Top 10 der einflussreichsten Frauen 2013 und Business Ukraine verleiht ihr den Titel ‚Person des Jahres‘.
Ab Januar 2014 verlegte Ruslana ihre Aktivitäten darauf, bei europäischen Regierungen und hochrangigen EU- und US-Vertretern um Unterstützung für die Ukraine zu werben sowie Sanktionen erst gegen das Janukowytsch-Regime und später gegen Russlands Regierung und insbesondere Präsident Wladimir Putin zu fordern.
Ihr Aktivismus brachte sie immer wieder in ernste Gefahr. Sie erhielt mehrere Morddrohungen per SMS, ihr Auto wurde verfolgt und sie konnte wochenlang ihr Haus nicht betreten, weil es observiert wurde. Sie beobachtete sogar, wie Scharfschützen auf sie zielten, als sie auf der Maidan-Bühne stand.
Für ihren Einsatz wurde Ruslana mit zahlreichen internationalen Preisen geehrt. Unter anderem wurde ihr von Michelle Obama der International Women of Courage Award beim Woman in the World Summit in New York verliehen. Vom Atlantic Council erhielt sie in Washington D.C. den Distinguished Humanitarian Leadership Award.
Am 19. April 2015 wurde Ruslana mit dem Lew-Kopelew-Preis für Frieden und Menschenrecht ausgezeichnet. Die Laudatio bei der Verleihung in Köln hielt Europa-Parlamentspräsident Martin Schulz.

## Wohltätigkeitsprojekte

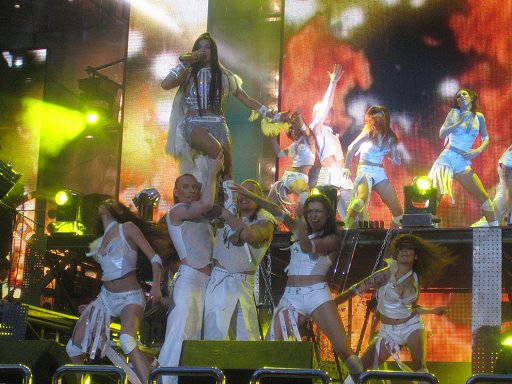
Wohltätigkeitskonzert 2005

Als UNESCO-Botschafterin des guten Willens setzt sich Ruslana gegen Menschenhandel ein. Außerdem engagiert sie sich für verschiedene Kinderprojekte, für erneuerbare Energien, für den Erhalt ukrainischer Schlösser und die Bewahrung des kulturellen Erbes ihres Landes. Im Rahmen von Peter Maffays Projekt Begegnungen – Eine Allianz für Kinder unterstützte sie die medizinische Versorgung Tschernobyl-geschädigter Kinder in der Ukraine. Vom 14. April bis 8. Mai 2007 war Ruslana zusammen mit Peter Maffay und 13 weiteren Künstlern aus aller Welt auf Deutschland-Tournee. Mit ihrem Wild-Energy-Projekt transportierte sie die Botschaft, der Energie des eigenen Herzens zu folgen und auf Drogen jeder Art zu verzichten. Außerdem warnte sie vor den Folgen des Klimawandels und propagiert den Einsatz erneuerbarer Energie wie Windenergie, Solarenergie und Wasserkraft.
Als im Sommer 2008 weite Teile der West-Ukraine überflutet wurden, organisierte und koordinierte Ruslana das binnen weniger Tage von ihr ins Leben gerufene Hilfsprogramm Carpathians. Flood. SOS!. Zusammen mit anderen ukrainischen Künstlern und Sportlern sammelte sie Geld und spendete selbst beträchtliche Summen für humanitäre Hilfe vor Ort.
2009 förderte die Deutsche Botschaft in Kiew ein Menschenrechtsprojekt von Ruslana. Mit einem Videoclip sollten vor allem Mädchen und junge Frauen auf die Gefahren der Zwangsprostitution aufmerksam gemacht werden.

## Auszeichnungen
- 1996 – Gewinnerin des Internationalen Kulturfestivals Slavianskiy Bazar, Vitebsk, Belarus[1]
- 1999 – Person des Jahres, Bester Song des Jahres (Svitanok) und Bestes Video des Jahres (Svitanok)
- 2003 – Platin für das Album Dyki Tanzi (Wild Dances)
- 2004 – Auszeichnung Volkskünstler der Ukraine
- 2004 – Gewinnerin des Eurovision Song Contest in Istanbul (Wild Dances)
- 2004 - 5-fach Platin für das Album Dyki Tanzi (Wild Dances)
- 2004 – Künstlerin des Volkes und Person des Jahres in der Ukraine
- 2004 – World Music Award (Las Vegas, USA) für die meistverkauften Tonträger in der Ukraine
- 2006 – Erster Platz für Wild Dances bei Grand Prix Hitliste, einer Abstimmung des NDR-Fernsehens
- 2008 – Zweiter Platz für Wild Dances bei Die größten Grand Prix Hits aller Zeiten, einer Abstimmung des NDR-Fernsehens[40]
- 2009 – Special Award und Best Artist Award beim Asia Song Festival, Seoul, Süd-Korea
- 2010 – Person des Jahres in der Ukraine
- 2013 – Top 10 der einflussreichsten Frauen des Jahres 2013, Forbes-Magazin Russland
- 2014 – Wassyl-Stus-Preis
- 2014 – Woman of Courage Award, Außenministerium, USA
- 2014 – Distinguished Humanitarian Leadership Award, Atlantic Council, USA
- 2014 – Ehrenbürgerin von Lemberg
- 2015 – Lew-Kopelew-Preis für ihr Engagement für Frieden und Menschenrechte

## Diskografie

### Alben
- 1998: Myt’ Vesny – Dzvinkiy viter
- 2000: Ostannye rizdvo 90
- 2001: Naykraschtsche
- 2002: Dobriy vechir, tobi…
- 2003: Dyki Tantsi
- 2004: Dyki Tantsi (+ Bonus)
- 2005: Wild Dances (New Year Edition)
- 2005: Wild. Club’in
- 2008: Amazonka
- 2008: Wild Energy
- 2012: EY-fori-YA
- 2013: Miy Brat! (razom!)
- 2013: My Boo! (together!)

### EPs
- 2020: Ми вітер
- 2020: Молитва світла
- 2023: Різдвяний сон

### Singles (Auswahl)
- 2004: Wild Dances
- 2004: Dance With The Wolves
- 2004: The Same Star
- 2006: Dyka Enerhiya (Wild Energy)
- 2008: Moon of Dreams (feat. T-Pain)
- 2011: Wow!
- 2011: Sha-la-la
- 2011: Davaj Graj
- 2012: Miy Brat!
- 2012: Tse Ey-fori-ya
- 2012: Rachmaninov
- 2013: This Is Euphoria
- 2017: It’s Magical